# فرقة التبصرة
فرقة التبصرة فرقة جزائرية للإنشاد الديني والوطني تعتبر من أقدم الفرق تأسست عام 1990م في مدينة الجزائر الجزائرية ولتوقف أداء مجموعتها خلال سنة 1997م.

## التأسيس
فرقة التبصرة الجزائرية تأسست في بلدية القبة ضمن دائرة حسين داي في الجزائر العاصمة من أعرق الفرق الإنشادية في شمال أفريقيا.
وقد ساهمت في الرقي بالذوق الفني لدى شباب الجزائر خلال بداية عقد التسعينيات من خلال الوسطية والاعتدال ضمن المرجعية الدينية الجزائرية، وقد ذاع صيتها آنذاك داخل وخارج الوطن ولها العديد من الإنجازات الوطنية والدولية.
قامت بجولات في كل بقاع الوطن وأعمال بالخارج قبل توقف أداء أفرادها الذين كانوا طلبة دامعيين يدرسون في المدرسة العليا للأساتذة بالقبة.
وقد اكتسبت خبرة وتميزا كبيرين رغم قصر مدة مسيرتها، وذلك عبر احتكاكها بالعديد من الفرق والمنشدين والفنانين كفرقة الأقصى.
لها 5 ألبومات في شتى المواضيع الوطنية، والدينية، والأفراح، والاجتماعية، والقضية الفلسطينية، ولها أعمال إذاعية وتلفزيونية على القنوات الوطنية الجزائرية والعربية.
وكانت تتكون من 5 أعضاء برئاسة الأستاذ «عمار الدح» قبل توقيف أدائها الجماعي وتفرق أعضائها الذين ساهموا في نشر الفن الهادف والملتزم بشعار الفهم العميق والعلم الدقيق والعمل المتواصل.

## الألبومات
قامت «فرقة التبصرة» بإنتاج خمسة ألبومات من الأناشيد منذ نشأتها في 1990م.

### مواضيع ذات صلة
- وزارة الثقافة الجزائرية
- ثقافة جزائرية
- ولاية الجزائر
- دائرة حسين داي
- بلدية القبة
- ثقافة جزائرية
- توفيق بوراس
- رشيد بلعالية
- فرقة الأقصى

### فايسبوك
- فرقة التبصرة  على فيسبوك.

### وصلات خارجية
- موقع وزارة الثقافة الجزائرية
- الموقع الرسمي لولاية الجزائر

### فيديوهات
- فرقة التبصرة: أنشودة: أسماء الله الحسنى على يوتيوب.
- فرقة التبصرة: أنشودة: أمي الحبيبة على يوتيوب.
- فرقة التبصرة: أنشودة: نبكيك يا قدس على يوتيوب.
- فرقة التبصرة: أنشودة: أحب أمي وأبي على يوتيوب.
- فرقة التبصرة: أنشودة: جزائر يا لحكاية حبي على يوتيوب.
- فرقة التبصرة: أنشودة: حب الوطن من الإيمان على يوتيوب.
- فرقة التبصرة: أنشودة: ثورة نوفمبر على يوتيوب.
- فرقة التبصرة: أنشودة: يا أخي في الله هيا على يوتيوب.
- فرقة التبصرة: أنشودة: في الشمس في القمر على يوتيوب.
- فرقة التبصرة: أنشودة: لله بالإسلام على يوتيوب.